# ルストゲームアンドイベントスペース
ルストゲームアンドイベントスペース（英: RUST GAME AND EVENT SPACE）は、愛知県安城市東新町にある娯楽飲食施設。2019年（平成31年・令和元年）オープン。愛知県安城市に本社を置く株式会社フライハイトが運営している。JR東海道本線安城駅東2km。
ボードゲームやe-sportsが遊べるプレイスペースである。

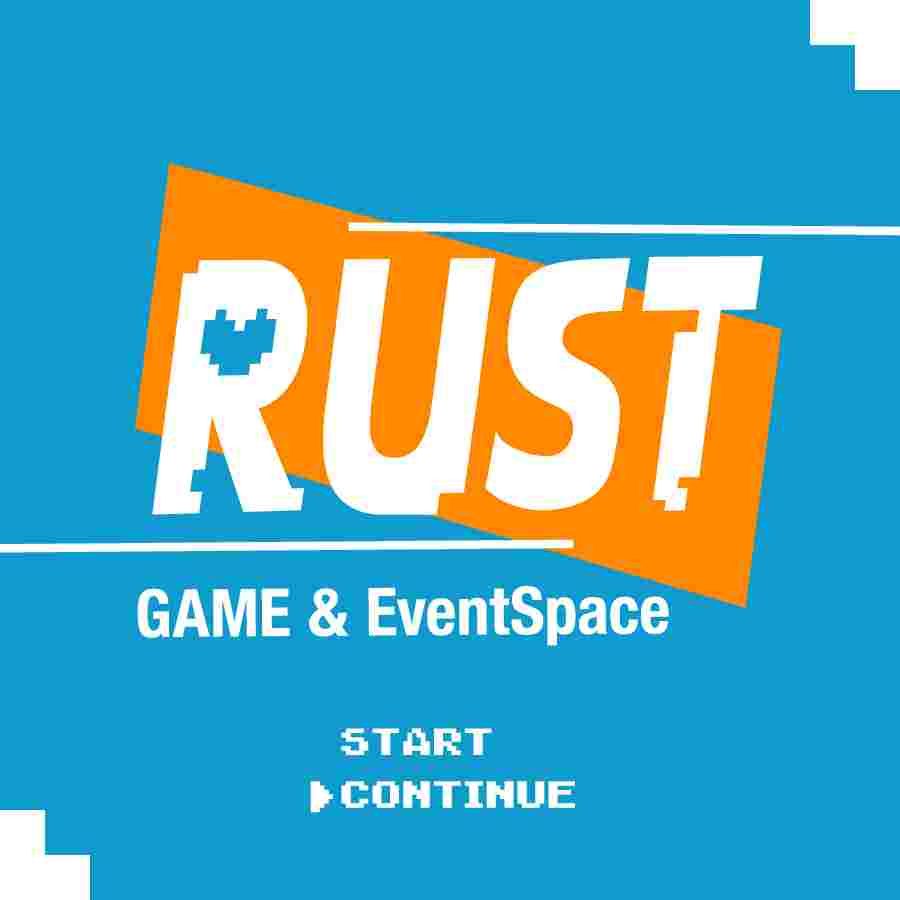
店舗ロゴ

## 歴史
- 2019年（平成31年）11月1日 - GAME CAFE AND BAR RUST（ゲームカフェ＆バールスト）として愛知県刈谷市に設立。
- 2021年（令和2年）5月1日 - RUST GAME AND EVENT SPACE(ルストゲームアンドイベントスペース）と改名して愛知県安城市東新町に移転。
- 2022～2023年未明ごろより、シーシャｘゲームカフェバールストとして、シーシャ（水タバコ）の提供を開始する。
- 2023年（令和4年）11月1日、オープン4周年記念イベントを開催。